# Augurio (nombre)
Augurio es un nombre propio masculino de origen latino en su variante en español. Proviene del latino Augurius, de augurium (presagio), compuesto de aui (ave) y gusio, de la raíz indoeuropea ghus, del sánscrito ghósati (oír), por lo que auigusio sería "escuchar a las aves", sinónimo de presagio, adivinación.

## Santoral
20 de enero: San Augurio.

## Variantes
- Femenino: Auguria.

### Variantes en otros idiomas
| Variantes en otras lenguas | Variantes en otras lenguas |
| -------------------------- | -------------------------- |
| Español                    | Augurio                    |
| Alemán                     | Augurius                   |
| Catalán                    | Auguri                     |
| Checo                      | Augurius                   |
| Danés                      | Augurius                   |
| Euskera                    | Auguri                     |
| Finlandés                  | Augurius                   |
| Francés                    | Augure                     |
| Gallego                    | Augurio                    |
| Holandés                   | Augurius                   |
| Inglés                     | Augurius                   |
| Italiano                   | Augurio                    |
| Latín                      | Augurius                   |
| Noruego                    | Augurius                   |
| Polaco                     | Auguriusz                  |
| Portugués                  | Augurio                    |
| Sueco                      | Augurius                   |